# Pachyelater madagascariensis
Pachyelater madagascariensis là một loài bọ cánh cứng trong họ Elateridae. Loài này được Lesne miêu tả khoa học năm 1897.